# Corytophanes cristatus
L'iguana dall'elmo (Corytophanes cristatus (Merrem, 1820)) è un sauro  della famiglia Corytophanidae nativo dell'America centro-meridionale.

## Descrizione
Si tratta di una lucertola di media taglia, dal colore grigio, marrone, nero o ocra con macchie irregolari. Gli arti sono affusolati, le dita lunghe e possiede una cresta dalla forma conica, dotata di bordi seghettati. La cresta è presente in entrambi i sessi, nonostante abbia dimensioni maggiori nei maschi. Corytophanes cristatus può cambiare il colore della sua pelle da chiara a scura mimetizzandosi. Non è eteroterma, e solitamente mantiene la temperatura corporea sui 26°, la stessa dell'ambiente circostante.

## Biologia

### Alimentazione
Sono arboricole, ma possono anche cacciare nel sottobosco tra le foglie secche.
Si nutrono di insetti, ragni, vermi e altre piccole lucertole. Solitamente è un predatore da imboscate, le cui battute di caccia sono brevi e non frequenti. Quando non ottiene successo, può diventare un'opportunista, o un predatore d'azione, attacchi principalmente animali lenti e più minuti.

### Riproduzione
La femmina depone cinque o sei uova in una buca nella foresta. Si ipotizza che possa usare la cresta per scavare il nido.

## Distribuzione e habitat
Le iguane sono diffuse dalla regione del Chiapas nel Messico meridionale alla Colombia nord-occidentale.
Abitano principalmente le foreste pluviali.  Nella sua zona nativa è comune e non esistono programmi per la sua difesa.